# شهیدآباد (خدابنده)
شهیدآباد (خدابنده)، روستایی از توابع بخش بزینه‌رود شهرستان خدابنده در استان زنجان ایران است.

## جمعیت
این روستا در دهستان زرینه‌رود (خدابنده) قرار دارد و براساس سرشماری مرکز آمار ایران در سال ۱۳۸۵، جمعیت آن ۷۳۵ نفر (۱۴۲خانوار) بوده‌است.